# 米海尔·塔罗尼特斯
米海尔·塔罗尼特斯（希臘語：Μιχαήλ Ταρωνίτης）是拜占庭帝国上层人物，皇帝阿莱克修斯一世（1081-1118年在位）的姐夫，后来卷入反对皇帝的阴谋而被处罚。

## 传记
米海尔出身塔罗尼特斯家族，这个家族是亚美尼亚邦国塔隆的国君的后裔。他的父亲是乔治·塔罗尼特斯（Gregory Taronites），拥有“贵族（希腊语：πατρίκιος）”级别的荣衔，曾参与针对米海尔四世（1043-1041年在位）的兄弟“宫内军家内官”君士坦丁。
约1061–1063年，米海尔与“大家内官”约翰·科穆宁和安娜·达拉塞内的长女玛利亚·科穆宁娜（Maria Komnene）结婚，因而成为未来的皇帝阿莱克修斯一世（1081-1118年在位）的姐夫。 1070年，米海尔陪同另一个舅子曼努埃尔·科穆宁出击塞尔柱突厥，结果二人以及米海尔的连襟尼基弗罗斯·梅利塞诺斯一同被俘，不过曼努埃尔说服了突厥人首领赫里索斯库罗斯（希臘語：χρυσόσκουλος）投奔拜占庭帝国，因此他们重获自由。此后直到1081年阿莱克修斯一世夺位，没有有关米海尔的记载。
阿莱克修斯一世即位后，迅速给了米海尔崇高的地位，他被任命为“首席可敬者（πρωτοσέβαστος）”与“首席衣橱负责人（πρωτοβεστιάριος）”，之后又加封“最可敬者（πανυπερσέβαστος）”，与获封“凯撒”的尼基弗罗斯·梅利塞诺斯同等。尽管得到了高贵地位，他还是参与了前皇帝罗曼诺斯四世（1068-1071年在位） 之子尼基弗罗斯·第欧根尼的谋反阴谋。1094年6月阴谋败露，主要的阴谋者尼基弗罗斯、米海尔及卡塔卡隆·凯考梅诺斯被处以没收财产并流放，其他叛乱者还被致盲，不过米海尔因妻子的求情得以幸免。此后米海尔与妻子的命运基本不得而知，她的妻子可能后来出家为修女，改名安娜，可确定的是1136年时夫妻双方都已去世。
米海尔有两个儿子，可能还有一个女儿，可能名为安娜，但其他信息位置。两个儿子则是：
- 约翰·塔罗尼特斯（约1067年出生），担任地方总督与将领职务，曾镇压了自己的堂亲格雷戈里·塔罗尼特斯（英语：Gregory Taronites (governor of Chaldia)）的叛乱[12][13]。
- 格雷戈里·塔罗尼特斯（约1075或1080年出生），在约翰二世（1118-1141年在位）时期任“首席衣橱负责人（英语：Protovestiarios）（πρωτοβεστιάριος）”与总理大臣[14]。

## 引用
1. ↑  ODB，"Taronites" (A. Kazhdan), pp. 2012–2013.
2. 1 2  Varzos 1984，第65頁.
3. ↑  Varzos 1984，第65 (note 5)頁.
4. ↑  Varzos 1984，第64–65頁.
5. 1 2 3  Skoulatos 1980，第211頁.
6. ↑  Skoulatos 1980，第211–212頁.
7. ↑  Varzos 1984，第65–66頁.
8. ↑  Varzos 1984，第66頁.
9. ↑  Skoulatos 1980，第212頁.
10. ↑  Varzos 1984，第66–67頁.
11. ↑  Varzos 1984，第67頁.
12. ↑  Varzos 1984，第67, 128–132頁.
13. ↑  Skoulatos 1980，第155–156頁.
14. ↑  Varzos 1984，第67, 132–134頁.